# Jewgeni Fjodorowitsch Gross
Jewgeni Fjodorowitsch Gross (russisch Евгений Фёдорович Гросс, englische Transkription Evgenii Fedorovich Gross; * 8. Oktober 1897 in Kolpino; † 4. April 1972 in Leningrad) war ein sowjetischer experimenteller Festkörperphysiker.
Gross studierte an der Staatlichen Universität Leningrad, an der er 1924 seinen Abschluss machte und ab 1938 Professor war. Seit 1944 war er am Joffe-Institut und seit 1964 im Halbleiterinstitut der Sowjetischen Akademie der Wissenschaften.
1930 beobachtete er die Feinstruktur von Spektrallinien aufgrund von Brillouin-Streuung. 1951 wies er die Existenz von Exzitonen experimentell nach (die zuerst Jakow Frenkel 1931 theoretisch vorhersagte) und untersuchte danach detailliert ihre Eigenschaften.
1946 wurde er korrespondierendes Mitglied der Sowjetischen Akademie der Wissenschaften. 1946 erhielt er den Staatspreis der UdSSR, 1966 den Leninpreis und den Leninorden.